# Risoluzioni del Consiglio di sicurezza delle Nazioni Unite (901-1000)
| Risoluzione | Data              | Voto (favorevoli/contrari/non votanti) | Oggetto |
| 901         | 4 marzo 1994      |                                        | |
| 902         | 1º marzo 1994     |                                        | |
| 903         | 16 marzo 1994     |                                        | |
| 904         | 18 marzo 1994     |                                        | |
| 905         | 23 marzo 1994     |                                        | |
| 906         | 25 marzo 1994     |                                        | |
| 907         | 29 marzo 1994     |                                        | |
| 908         | 31 marzo 1994     |                                        | |
| 909         | 5 aprile 1994     |                                        | |
| 910         | 14 aprile 1994    |                                        | |
| 911         | 21 aprile 1994    |                                        | |
| 912         | 21 aprile 1994    |                                        | |
| 913         | 22 aprile 1994    |                                        | |
| 914         | 27 aprile 1994    |                                        | |
| 915         | 4 maggio 1994     |                                        | |
| 916         | 5 maggio 1994     |                                        | |
| 917         | 6 maggio 1994     |                                        | |
| 918         | 17 maggio 1994    |                                        | |
| 919         | 25 maggio 1994    |                                        | |
| 920         | 26 maggio 1994    |                                        | |
| 921         | 26 maggio 1994    |                                        | |
| 922         | 31 maggio 1994    |                                        | |
| 923         | 31 maggio 1994    |                                        | |
| 924         | 1º giugno 1994    |                                        | |
| 925         | 8 giugno 1994     |                                        | |
| 926         | 13 giugno 1994    |                                        | |
| 927         | 15 giugno 1994    |                                        | |
| 928         | 20 giugno 1994    |                                        | |
| 929         | 22 giugno 1994    |                                        | |
| 930         | 27 giugno 1994    |                                        | |
| 931         | 29 giugno 1994    |                                        | |
| 932         | 30 giugno 1994    |                                        | |
| 933         | 30 giugno 1994    |                                        | |
| 934         | 30 giugno 1994    |                                        | |
| 935         | 1º luglio 1994    |                                        | |
| 936         | 8 luglio 1994     |                                        | |
| 937         | 21 luglio 1994    |                                        | |
| 938         | 28 luglio 1994    |                                        | |
| 939         | 29 luglio 1994    |                                        | |
| 940         | 31 luglio 1994    | 12-0-1                                 | Haiti |
| 941         | 23 settembre 1994 |                                        | |
| 942         | 23 settembre 1994 |                                        | |
| 943         | 23 settembre 1994 |                                        | |
| 944         | 29 settembre 1994 |                                        | |
| 945         | 29 settembre 1994 |                                        | |
| 946         | 29 settembre 1994 |                                        | |
| 947         | 29 settembre 1994 |                                        | |
| 948         | 15 ottobre 1994   |                                        | |
| 949         | 15 ottobre 1994   |                                        | |
| 950         | 21 ottobre 1994   |                                        | |
| 951         | 21 ottobre 1994   |                                        | |
| 952         | 27 ottobre 1994   |                                        | |
| 953         | 31 ottobre 1994   |                                        | |
| 954         | 4 novembre 1994   |                                        | |
| 955         | 8 novembre 1994   |                                        | Tribunale penale internazionale per i crimini nel Rwanda |
| 956         | 10 novembre 1994  |                                        | |
| 957         | 15 novembre 1994  |                                        | |
| 958         | 19 novembre 1994  |                                        | |
| 959         | 19 novembre 1994  |                                        | |
| 960         | 21 novembre 1994  |                                        | |
| 961         | 23 novembre 1994  |                                        | |
| 962         | 29 novembre 1994  |                                        | |
| 963         | 29 novembre 1994  |                                        | |
| 964         | 29 novembre 1994  |                                        | |
| 965         | 30 novembre 1994  |                                        | |
| 966         | 8 dicembre 1994   |                                        | |
| 967         | 14 dicembre 1994  |                                        | |
| 968         | 16 dicembre 1994  | Adottata all'unanimità                 | |
| 969         | 21 dicembre 1994  | Adottata all'unanimità                 | |
| 970         | 12 gennaio 1995   |                                        | Chiusura del confine internazionale tra Jugoslavia e Bosnia-Erzegovina per tutte le merci tranne i trasporti umanitari, riguardante le sanzioni contro la Jugoslavia |
| 971         | 12 gennaio 1995   |                                        | Estensione del mandato degli osservatori ONU in Georgia per il conflitto Georgia-Abkhazia                                                                            |
| 972         | 13 gennaio 1995   |                                        | Estensione del mandato degli osservatori ONU in Liberia e processo di pace                                                                                           |
| 973         | 13 gennaio 1995   |                                        | Referendum per l'auto-determinazione del popolo nel Sahara Occidentale ed estensione del mandato degli osservatori ONU per il referendum                             |
| 974         | 30 gennaio 1995   |                                        | Estensione del mandato della forza ONU di Interposizione in Libano                                                                                                   |
| 975         | 30 gennaio 1995   |                                        | Estensione del mandato della missione ONU a Haiti e trasferimento delle responsabilità dalla forza multinazionale alla missione ONU                                  |
| 976         | 8 febbraio 1995   |                                        | Costituzione della missione Angola Verification Mission III |
| 977         | 22 febbraio 1995  |                                        | Decisione di assegnare la sede del Tribunale Internazionale per il Ruanda ad Arusha                                                                                  |
| 978         | 27 febbraio 1995  |                                        | Arresto di persone all'interno della giurisdizione del Tribunale Internazionale per il Ruanda                                                                        |
| 979         | 9 marzo 1995      |                                        | Elezione per coprire un posto vacante nella Corte Internazionale di Giustizia                                                                                        |
| 980         | 22 marzo 1995     |                                        | Elezione per coprire un posto vacante nella Corte Internazionale di Giustizia                                                                                        |
| 981         | 31 marzo 1995     |                                        | Creazione dell'operazione di Restaurazione Fiduciaria delle Nazioni Unite in Croazia                                                                                 |
| 982         | 31 marzo 1995     |                                        | Estensione del mandato della forza di protezione ONU in Bosnia-Erzegovina e le operazioni in Croazia                                                                 |
| 983         | 31 marzo 1995     |                                        | |
| 984         | 11 aprile 1995    |                                        | |
| 985         | 13 aprile 1995    |                                        | |
| 986         | 14 aprile 1995    |                                        | |
| 987         | 19 aprile 1995    |                                        | |
| 988         | 21 aprile 1995    |                                        | |
| 989         | 24 aprile 1995    |                                        | |
| 990         | 28 aprile 1995    |                                        | Operazioni in Croazia |
| 991         | 28 aprile 1995    |                                        | |
| 992         | 11 maggio 1995    |                                        | |
| 993         | 12 maggio 1995    |                                        | |
| 994         | 17 maggio 1995    |                                        | |
| 995         | 26 maggio 1995    |                                        | Referendum nel Sahara Occidentale |
| 996         | 30 maggio 1995    |                                        | UN Disengagement Observer Force |
| 997         | 9 giugno 1995     |                                        | Ruanda |
| 998         | 16 giugno 1995    |                                        | Forza di protezione ONU |
| 999         | 16 giugno 1995    |                                        | Tagikistan |
| 1000        | 23 giugno 1995    |                                        | Cipro |